# Karamuk
Karamuk ist eine deutsche Filmkomödie aus dem Jahr 2003. Sie ist der erste lange Spielfilm von Verena S. Freytag aka Sülbiye Günar und entstand nach einer Idee von Gritt Neuer nach einem eigenen Original-Drehbuch.

## Handlung
Johanna Wiese ist ein dickliches Mädchen kurz vor dem Abitur. Ihr besonderes kreatives Talent als Schneiderin weckt in ihr den Wunsch, die Schule abzubrechen, um sich in Paris als Modedesignerin zu versuchen. Fortan gibt es Kämpfe nicht nur mit Mutter und Großmutter, sondern auch mit Klassenkameraden. In dieser Situation findet Johanna heraus, dass ihr biologischer Vater ein Türke ist, den sie noch nie in ihrem Leben gesehen hat. Als sie, ohne ihm von ihrer Verwandtschaft zu erzählen, in seinem Restaurant zu arbeiten anfängt, lernt sie einiges über die türkische Kultur, aber vor allem, dass ihr Vater und seine Tochter ein unbeschwerteres Leben führen als sie. Ihr bald sehnliches Verlangen, zu dieser Familie dazuzugehören, führt erst einmal ins Desaster.

## Kritik
Die Komödie lief erfolgreich auf internationalen Filmfestivals. Die Erstausstrahlung im deutschen Fernsehen am 1. März 2004 im Dritten Programm des Westdeutschen Rundfunks sahen 0,16 Mio. Zuschauer, das entspricht einem Marktanteil von 1,7 %. Das Lexikon des internationalen Films nannte den Film eine „gut gelaunte Coming-of-Age-Geschichte, weitgehend klischeefrei, getragen von einer überzeugenden jungen Hauptdarstellerin“.

## Auszeichnungen
- 10. Frauenfilmfestival (Festival Internazionale Cinema delle Donne) Turin 2003
  - 1. Preis, Kategorie "Teenage Audience Competition" für Hauptdarstellerin Julia Mahnecke
  - 2. Preis, Kategorie "Feature Film Competition"
- CIFEJ-Prize der UNESCO und der UNICEF beim 2. Internationalen Film Festival für Kinder und Jugendliche in Buenos Aires 2003
- Bronzepreis 36. Worldfest Houston 2003, Kategorie "Independent Theatrical Feature Films"